# Mayang
För andra betydelser, se Mayang (olika betydelser).
Mayang är ett autonomt härad för miao-folket som lyder under Huaihuas stad på prefekturnivå i Hunan-provinsen i sydöstra Kina.